# Elatostema antonii
Elatostema antonii är en nässelväxtart som beskrevs av Adolph Daniel Edward Elmer. Elatostema antonii ingår i släktet Elatostema och familjen nässelväxter. Inga underarter finns listade i Catalogue of Life.